# دانيال شوكيه
دانيال شوكيه (بالفرنسية: Daniel Choquet) (ولد عام 1962) هو عالم أعصاب فرنسي.

## الحياة الشخصية والمهنية
دانيال شوكيه هو ابن الفزيائي إيفون شوكيه - وعالم الرياضيات غوستاف شوكيه. وهو حفيد الفيزيائي جورج بروهات. حصل على درجة البكالوريوس في عام 1979، تليها شهادة في الهندسة الحيوية من المدرسة المركزية باريس في عام 1984. وحصل على الدكتوراة في عام 1988 من جامعة جامعة بيير وماري كوري ودرس علم الأدوية في معهد باستير. في تلك السنة، بدأ العمل في المركز الوطني الفرنسي للبحث العلمي (CNRS). وفي الفترة من عام 1994 إلى عام 1996، كان زميلا في مرحلة ما بعد الدكتوراه في جامعة ديوك. في عام 1997، تم ترقيته إلى مدير البحوث في (CNRS). وهو مدير لمركز التصوير بوردو ومدير لمعهد متعدد التخصصات لعلم الأعصاب. اُنتخب عضوا في الأكاديمية الفرنسية للعلوم في 30 نوفمبر / تشرين الثاني 2010.

## أبحاثه
كان دانيال تشوكيه عالم أحياء قام بالتركيز على التصوير بالمنظار وتنظيم مستقبلات في الخلايا العصبية. وشملت أبحاثه في وقت مبكر على خصائص القنوات الأيونية من الخلايا الليمفاوية ب. هذا العمل البحثي حصل عليه ميدالية المركز الوطني للبحث العلمي الذهبية في عام 1990. وخلال فترة ما بعد وثيقة ديوك، اكتشف أن الخلايا يمكن أن تستجيب وتتكيف مع الخصائص الميكانيكية لبيئتهم.
منذ عام 1996، بحث تشويكه في الخصائص الأساسية لنقل نبضات العصب في الدماغ وتطوير تقنيات التصوير النانوي (انظر: مقياس نانومتري). اكتشف أن المستقبلات تتحرك في الخلايا العصبية الحية وأن هذه الحركات داخل وخارج العصبية المشاركة في التشابك العصبي، وهي ظاهرة يعتقد أنها تكمن وراء التعلم والذاكرة. ينطوي العمل الحالي لتشوكيه على محاولة فهم دور حركة المستقبلات في الأمراض العصبية التنكسية. وقد حصل عمله البحثي الأخير على جائزة سي لعام 2004 وميدالية المركز الوطني للبحث العلمي الذهبية.

## جوائزه
- 1990: ميدالية المركز الوطني للبحث العلمي الذهبية
- 1994:	جائزة بيتت - دورموي من الأكاديمية الفرنسية للعلوم
- 1994: جائزة «مجتمع مساعدة أصدقاء العلم»
- 2004: الجائزة الكبرى لأكاديمية العلوم، جائزة سي[14]
- 2007:	حائز على جائزة باور للمحاضرات، جامعة برانديس
- 2008:	حائزعلى جائزة «منحة البحوث المتقدمة ERC» من المفوضية الأوروبية
- 2009:	رُشح عام 2008 من قبل الجمعية الفرنسية لعلم الأعصاب
- 2009:	ميدالية المركز الوطني للبحث العلمي الذهبية[15]
- 2010: اُنتخب عضوا في الأكاديمية الفرنسية للعلوم، قسم البيولوجيا التكاملية
- 2011: حائزعلى جائزة «انتصارات الطب 2011» [16]
- 2014: اُنتخب عضوا في EMBO

## وصلات خارجية
- Biosketch en anglais نسخة محفوظة 7 يناير 2013 at Archive.is
- presentation on the web site of the Bordeaux Neuroscience Federation نسخة محفوظة 30 يناير 2012 على موقع واي باك مشين.
- presentation at the Academy
- web site of the Interdisciplinary Institute for Neuroscience نسخة محفوظة 19 فبراير 2015 على موقع واي باك مشين.
- web site of the Bordeaux Imaging Center نسخة محفوظة 28 مارس 2014 على موقع واي باك مشين.